# Flarf
Flarf – technika pisania poezji charakteryzująca się intensywnym wykorzystaniem sieci jako generatora treści (przeważnie używane są wyniki wyszukiwania z Google'a) z założenia generująca utwory "niskiej jakości".
W węższym rozumieniu to rodzaj utworu poetyckiego napisanego z wykorzystaniem powyższej techniki.

## Początki flarfu
Autorem pierwszego wiersza programowo flarfowego i jednocześnie samego określenia jest amerykański poeta Gary Sullivan. W swojej krytycznej odpowiedzi na działalność portalu Poetry.com Sullivan w roku 2001 napisał "najbardziej obraźliwy wiersz, na jaki było go stać" i wysłał go na nieustający "konkurs" w Poetry.com. Wiersz, mimo czytelnej prowokacji, został zakwalifikowany do druku w kolejnym almanachu portalu.
Gary Sullivan w The Flarf Files definiuje flarf następująco:

Flarf: Coś, co charakteryzuje się celową bądź mimowolną "flarfowatością". Żrące, przesłodzone lub dławiące okropieństwo. Niewłaściwe. Niepoprawne politycznie. Poza kontrolą. "Nie w porządku".
Flarf (2): Twórczość społeczności poetów, stawiających sobie za cel zgłębianie "flarfowatości". Wiersze, dramaty itp. tworzone są przy intensywnym wykorzystaniu wyników z wyszukiwarki Google, choć nie tylko. Społeczność w tym sensie, że jeden utwór pociąga za sobą kolejne – opiera się to, po części, na interakcjach w jej obrębie. Wiersze są tworzone, poprawiane, zmieniane przez innych, włączane do innych utworów, plagiatowane itp., w przestrzeni półpublicznej.
Sflarfić: Wydobyć okropieństwo itp. zawarte w jakimś wcześniej istniejącym tekście.
Flarfowaty: Niewłaściwy, niezgrabny, chwiejny, niespójny, niepociumany, niepoprawny politycznie. Z nieoczekiwanymi przeskokami; denerwujący. O którym można powiedzieć: "tak się nie robi".

Społeczność flarferów powstała i rozwijała się w środowisku sieciowym, w oparciu o rozmaite poetyckie portale i listy dyskusyjne. Miejscem wirtualnych spotkań flarferów jest lista dyskusyjna Flarflist Collective, działająca od 2001 r.

## Flarf po polsku
Jeżeli rozumieć flarf w częściowym zakresie definicji, czyli jako komponowanie wierszy z przypadkowych treści znalezionych w Internecie, to za flarfera można uznać Jarosława Lipszyca, który w roli generatora treści chętnie wykorzystuje polską Wikipedię.
Inną autorką flarf, poetką korzystającą z wyników wyszukiwania w sieci, jest Justyna Radczyńska. Warto np. porównać wiersz "Obcowanie z przyrodą przy dobrej zabawie dla przeciętnie wysportowanego turysty" z tym, co wyszukiwarka Google znajduje dla frazy "obcowanie z przyrodą".
W wierszu "Pan Cwak-Cwibak żyje w świecie hałaśliwej, szybko nużącej logorei" znalazł się ciąg zwrotów przeniesionych z wyników wyszukiwania Google. Prawdopodobnie bez wiedzy autora o użyciu techniki flarf.

## Do zobaczenia
- Obszerna prezentacja flarfu w czasopiśmie sieciowym "Jacket" nr 30 z lipca 2006 r. (ang.)
- Poświęcony poetyce flarfu blog Mainstream Poetry (ang.)
- Rezultat warsztatów pisania flarfu w roku 2018 korporacja ha!art
- Piotr Marecki o poezji flarf Wrocławska Nagroda Poetycka "Silesius"